# Грешка от закръгляне
Грешки от закръгляне са грешки, които възникват в изчисленията, тъй като някои числа се закръгляват в междинен стадий, т.е. изпускат се или се заместват с нули цифри в десния край. Това може да се дължи на факта, че се разглежда ирационално число, което се изразява с безкраен брой цифри, или на ограничения капацитет на изчислителната машина. Стандартната процедура за представяне на едно число чрез n десетични цифри е да са разгледа (n+1)-та цифрова позиция. Ако там стои цифра между 0 и четири, цифрата на n-тото място остава непроменена (закръгляване надолу), а ако стои друга цифра, се прибавя единица към числото, представена от цифрата, стояща на n-тото място и на n-тото място се записва новата цифра. Например 0.732 става 0.73 с две десетични цифри, докато 0.738 става 0.74 с две десетични цифри. Грешките от закръгляне са 0.002 и -0.002 съответно. Ако n е приближение на числото N и 'е' е грешката тогава N = n + 'e' и абсолютната стойност на 'е' се нарича абсолютна грешка, или
{\displaystyle \epsilon =|N-n|\,}
а абсолютната стойност на е/N се нарича относителна грешка.
{\displaystyle \eta ={\frac {|N-n|}{|n|}},}
В горните примери абсолютните грешки са 0.002 и двете.
Процентната грешка се намира като
{\displaystyle \delta ={\frac {|N-n|}{|n|}}\times {}100.}